# F-86D (航空機)
F-86D セイバー
飛行するF-86D-35-NA 51-8437号機
(1953年撮影、第575防空群第13邀撃飛行隊所属)
- 用途：全天候戦闘機
- 分類：戦闘機
- 製造者：ノースアメリカン・エイヴィエーション社
- 運用者：
  -  アメリカ空軍
  -  イタリア空軍
  -  航空自衛隊 ほか
- 初飛行：1949年12月22日
- 生産数：2,847機
- 運用開始：1951年（アメリカ空軍）
- 退役：1965年（アメリカ空軍）
- 運用状況：退役
- ユニットコスト：34万3,839 USドル（F-86D）
- 原型機：F-86 セイバー

F-86D セイバー（North American F-86D Sabre ）は、アメリカ合衆国のノースアメリカン社が開発し、アメリカ空軍などで運用されたジェット戦闘機。
主に全天候要撃機として運用された。D型のほかに改良されたG型、K型、L型がある。F-86の一型式であるため公式の愛称は原型機と同じく「セイバー (Sabre)」であるが、他の型式と異なる独特な機首形状と形式のDをかけて「セイバードッグ (Sabre Dog)」とも呼ばれた。

## 概要
冷戦が始まると、アメリカでは脅威を増しつつあったソ連の爆撃機に対抗できる要撃機を短期間かつ大量に製造する必要に迫られた。これに応じる形で1949年3月28日にNA-164として自主開発が開始された本機は、F-86Aをベースにしたことで僅か9か月足らずで初飛行に成功したが、大幅な設計変更で外見から性能まで異なる機体であり、部品の共通率も25%に留まった。このため当初はYF-95Aという名称で発注されたが、朝鮮戦争による財政悪化のため、F-86の派生型という名目で予算を確保し採用に至る。
1951年に初めてアメリカ空軍に配備され、1954年半ばには防空軍団所属の総機数1,045機の内1,026機を占めるに至った。また、これとは別に能力低下型F-86KがNATO諸国で使用された。
本機は、より高性能の要撃機が登場してからは余剰機が他国へ広く輸出されたが、1970年代初頭までには概ね退役している。

## 特徴
大きな特徴は、全天候型レーダーと連動するE-4 FCSを備えたために飛び出して鼻のように見えるレドームである。設計当初はレーダー操作員を同乗させる複座機として計画されていたが、機体性能の低下に加えて燃料容量が減少してしまうことから断念し、レーダー搭載ジェット戦闘機としては初の単座機となった。このため自動化された迎撃用FCSを新開発し搭載することとなり、これがE-4となった。
E-4は当時最先端の電子機器であったが、当初は開発遅延と品質管理上の問題がつきまとい、複雑な構造故に整備も難しかった。また、操縦の負担軽減のためエンジンの自動燃料コントロールシステムが搭載されたが、こちらも当初は故障が多く、就役して数か月の間には自動燃料コントロールシステムの不調が原因によるエンジン停止や火災事故が多発した。視界不良でも飛ばなければならない全天候戦闘機であることに加え、信頼性の低い自動化システムは常に監視の必要があったため、レーダースコープを見ながらの戦闘飛行はほぼ常に外を見る余裕のない計器飛行となった。このような事情から操縦とレーダー操作を同時に行うパイロットの負担は大きく「手が3本必要」とも言われた。アメリカ空軍でもB-47を含むどんな機種と比べても、飛行訓練に時間がかかることを認めざるを得なかった。
さらに生産途上でさまざまな改良を受けたことで、製造ブロックごとに整備方法が異なった機体が運用され、改修される度に整備の負担が増すという事態となった。運用上の問題点を解決するため1954年3月には「プロジェクト・プルアウト」という根本的な改修作業を約1,125機に対して実施したが、その後も整備の困難さは依然として付きまとった。
機体面ではエンジンにアフターバーナーが追加された他、全遊動式水平尾翼やドラッグシュートも装備している。これによってさらなる高速化を果たし、当時の全天候戦闘機の中では随一の性能を誇った。胴体下部には唯一の兵装である「Mk4 FFAR マイティ・マウス」24連式空対空ロケット弾を装填する引き込み式ロケットパックが設置されている。マイティ・マウスは自機と高速で交差する爆撃機の撃墜を目的とし、機体のFCSが計算した唯一のタイミングに一斉発射される。空対空ミサイルが未発達だった当時は最も強力な空対空兵装であり、本機は機銃を廃止してロケット弾のみを主兵装とした最初の戦闘機となった。ただ、ロケットパック展開時は抵抗増大による機首下げモーメントが発生するため、自動的に水平尾翼が上げ舵になることで機首が上向きに補正されるようになっている。

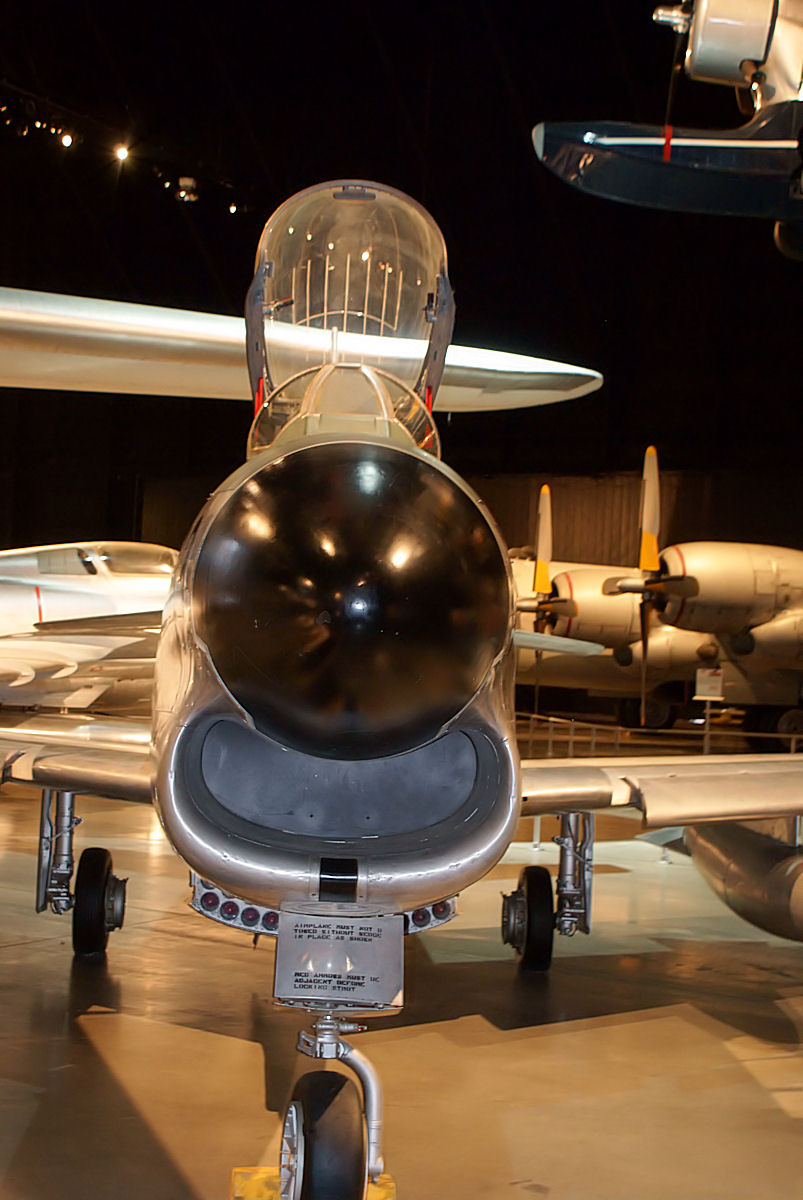
機体正面
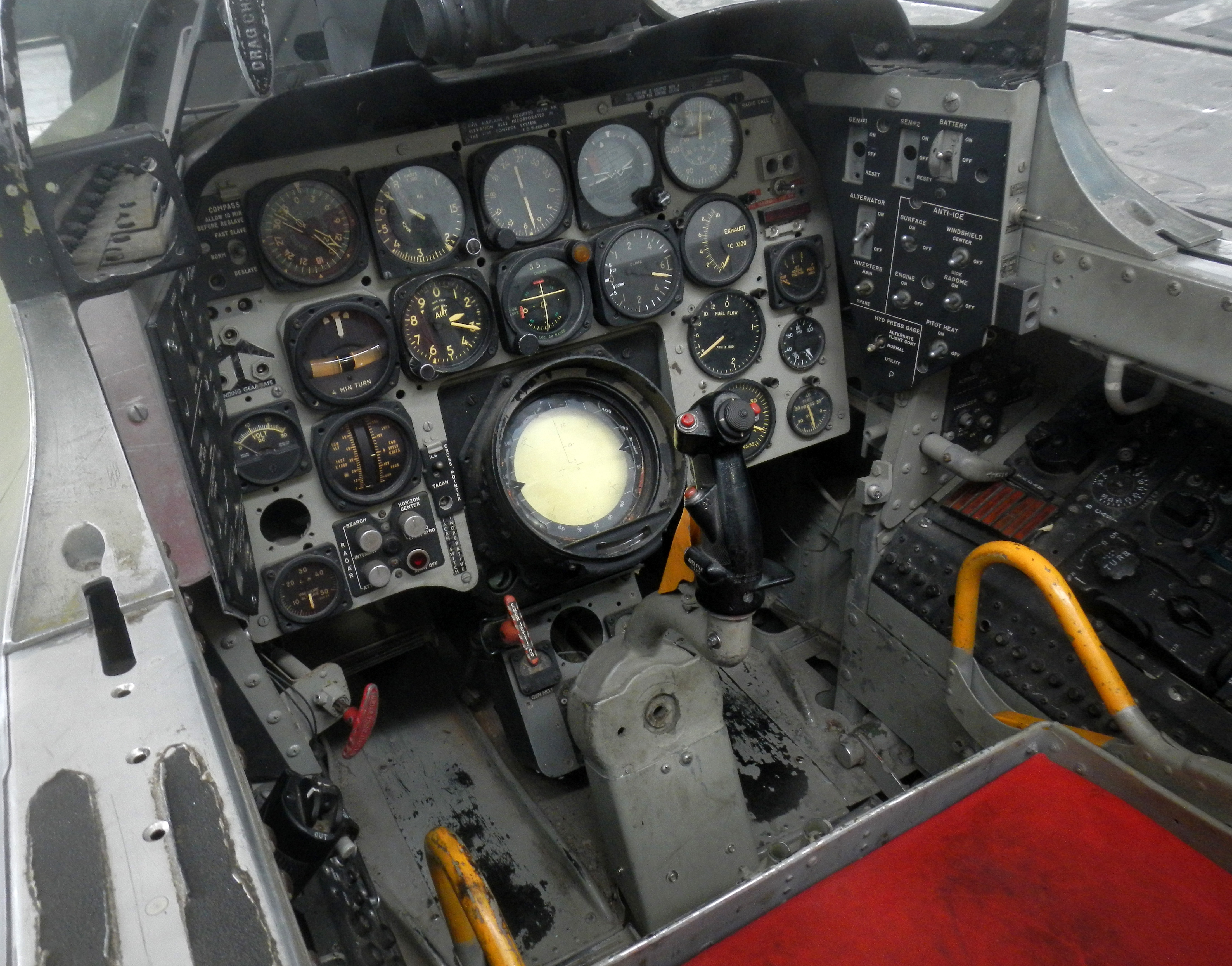
コックピット
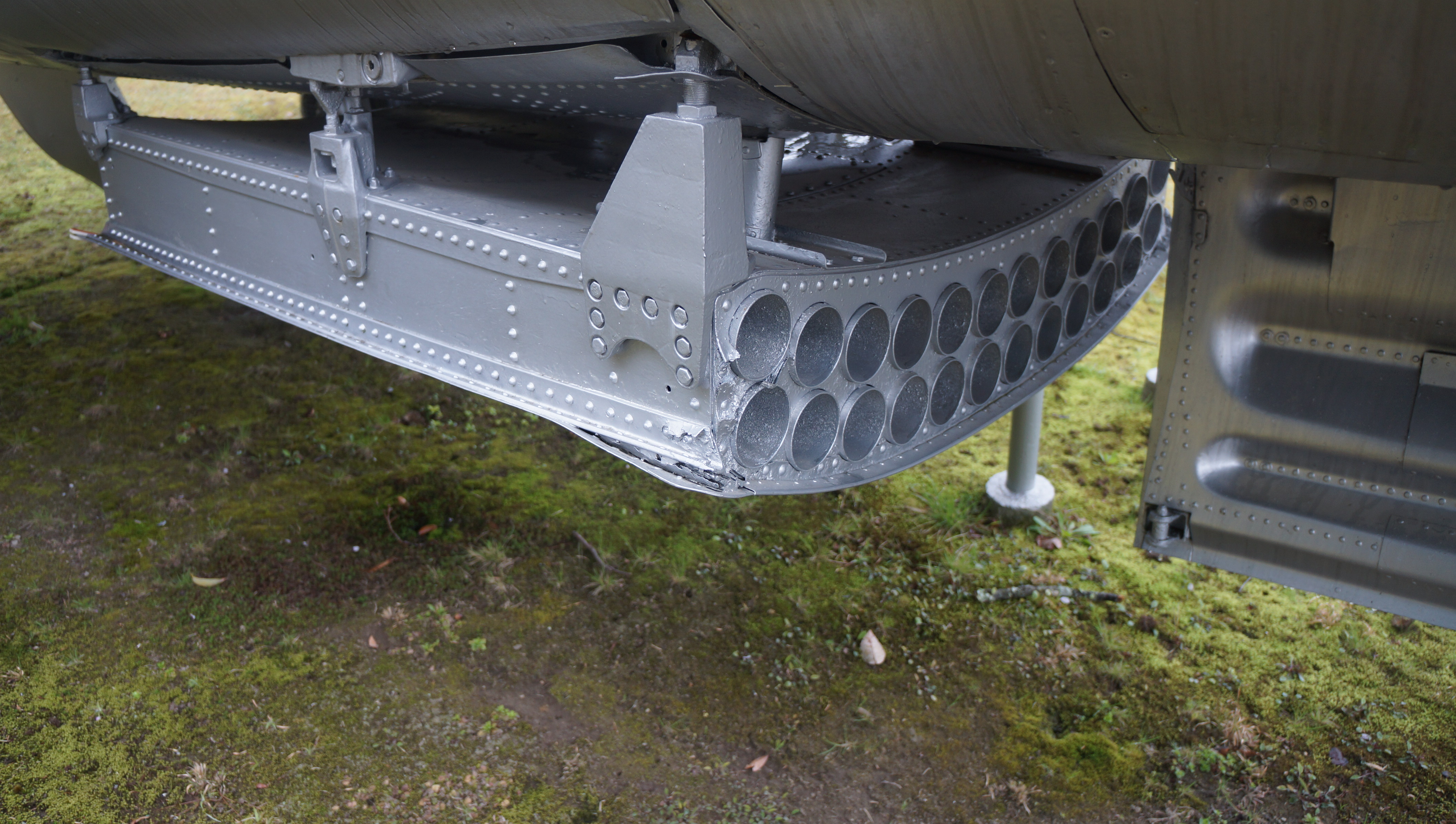
機体下面に備わるマイティ・マウス用ロケットパック
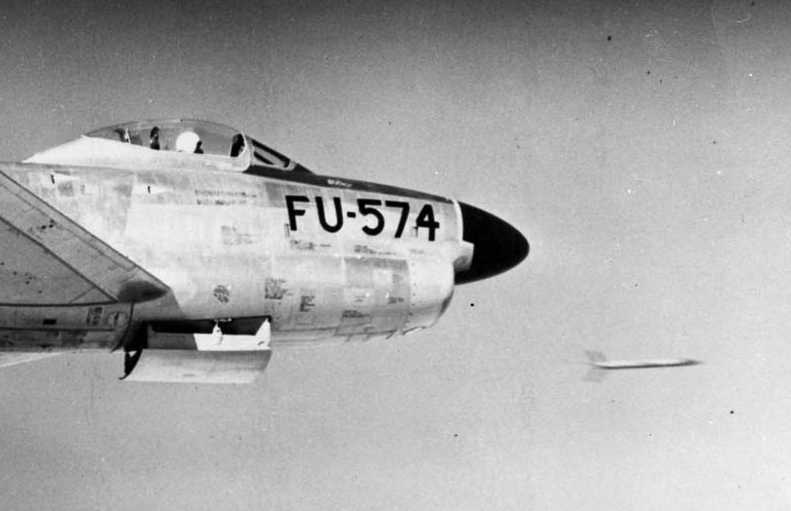
マイティ・マウスを発射するF-86D

## 記録
本機は速度記録を2回樹立している。まず1952年11月19日にアメリカ空軍のJ・スレイド・ナッシュ大尉が1,124.14km/hを達成した。翌年7月16日には同じくアメリカ空軍のウィリアム・F・バーンズ中佐が1,151.8km/hを達成し記録を更新した。いずれもカリフォルニア州のソルトン湖上空で記録されたもので、高温の環境と高気圧が記録達成に有利に働いたという。

## バリエーション

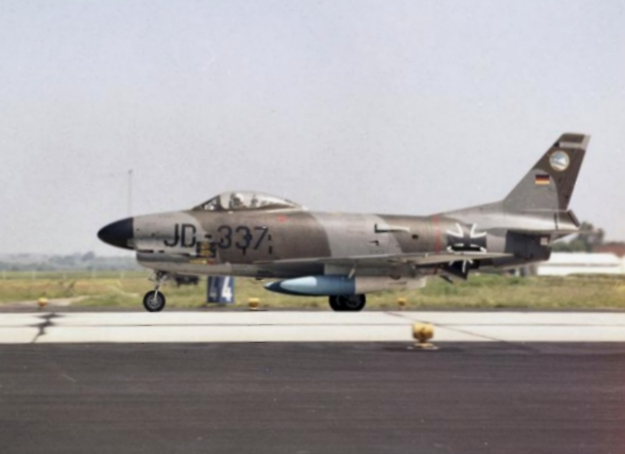
ドイツ空軍のF-86K

F-86D
基本型。細かな改良によってD-1、D-5、D-10、D-15、D-20、D-25、D-30、D-35、D-40、D-45、D-50、D-55、D-60のサブタイプがあり、D-5～D-40型は当初装備していなかったドラッグシュートを追加装備したことでD-6～D-41と番号が1ずつ繰り上げられている。2,504機製造。
F-86G
J47-GE-33エンジンを搭載したもの。406機が生産されたが、後に前述のD-60型に改称された。
F-86K
D型のFCSを軍事機密上の理由からダウングレード型のMG-4に、武装を空対空ロケット弾ではなくM24A1 20mm機関砲4門に変更したNATO諸国向け。イタリアのフィアット社がノースアメリカン社から提供された部品で221機を製造したが、同社の生産能力が追い付かなかったことから、ノースアメリカン社でも120機が製造された。
F-86L
「フォローオン」プロジェクトによって、D型にSAGEと連動するデータリンクシステムなどを始めとする電子装置の追加やF-40型相当への主翼の改良などを行った機体。981機がD型から改造された。対象となったのはD-11～D-41、D-45～D-60で、当初はD-12～D-42、D-46～D-61と番号をさらに繰り上げて呼称されていた。SAGEと連動した最初の戦闘機であり、またアメリカ空軍で第一線運用された最後のF-86となった。

## 採用国

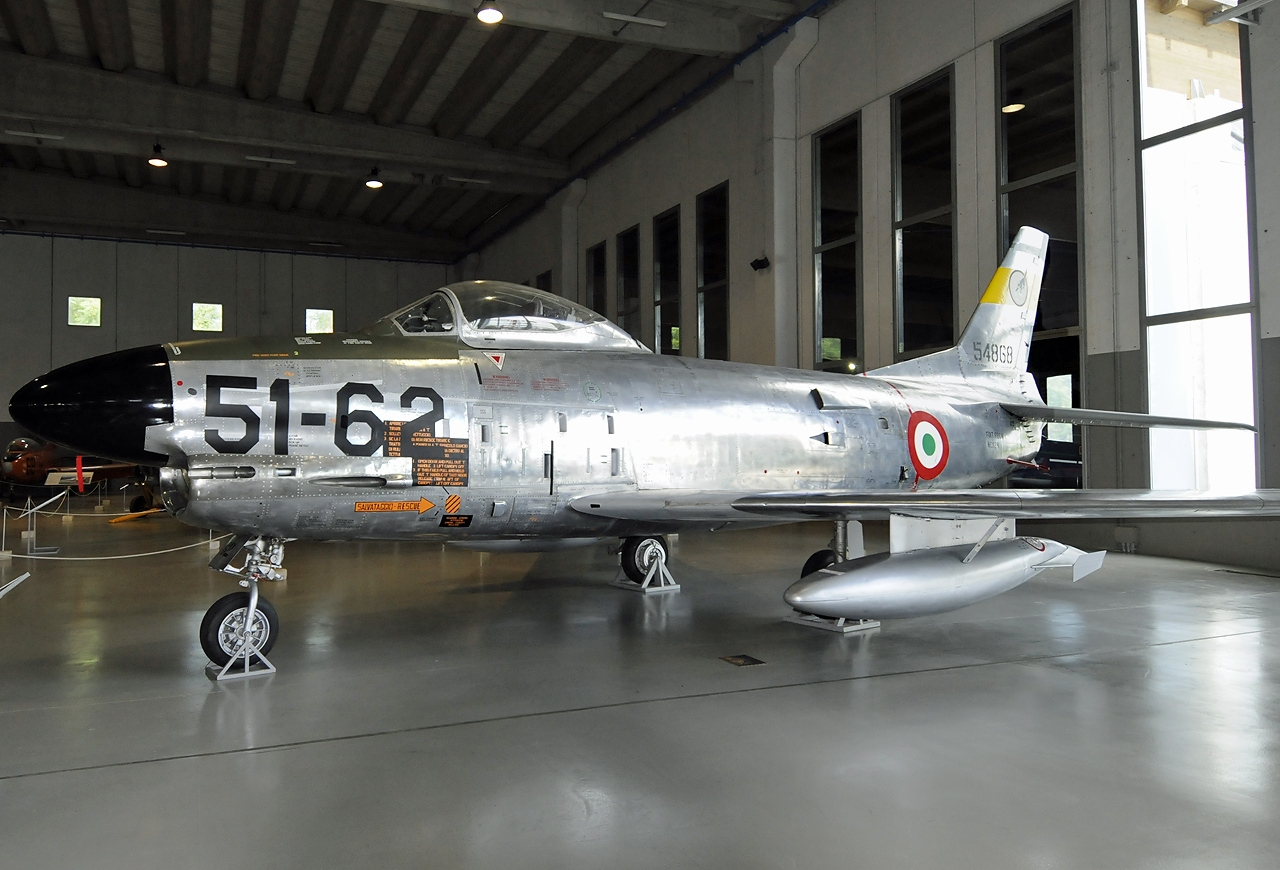
イタリア空軍を退役し、屋内展示されるF-86D

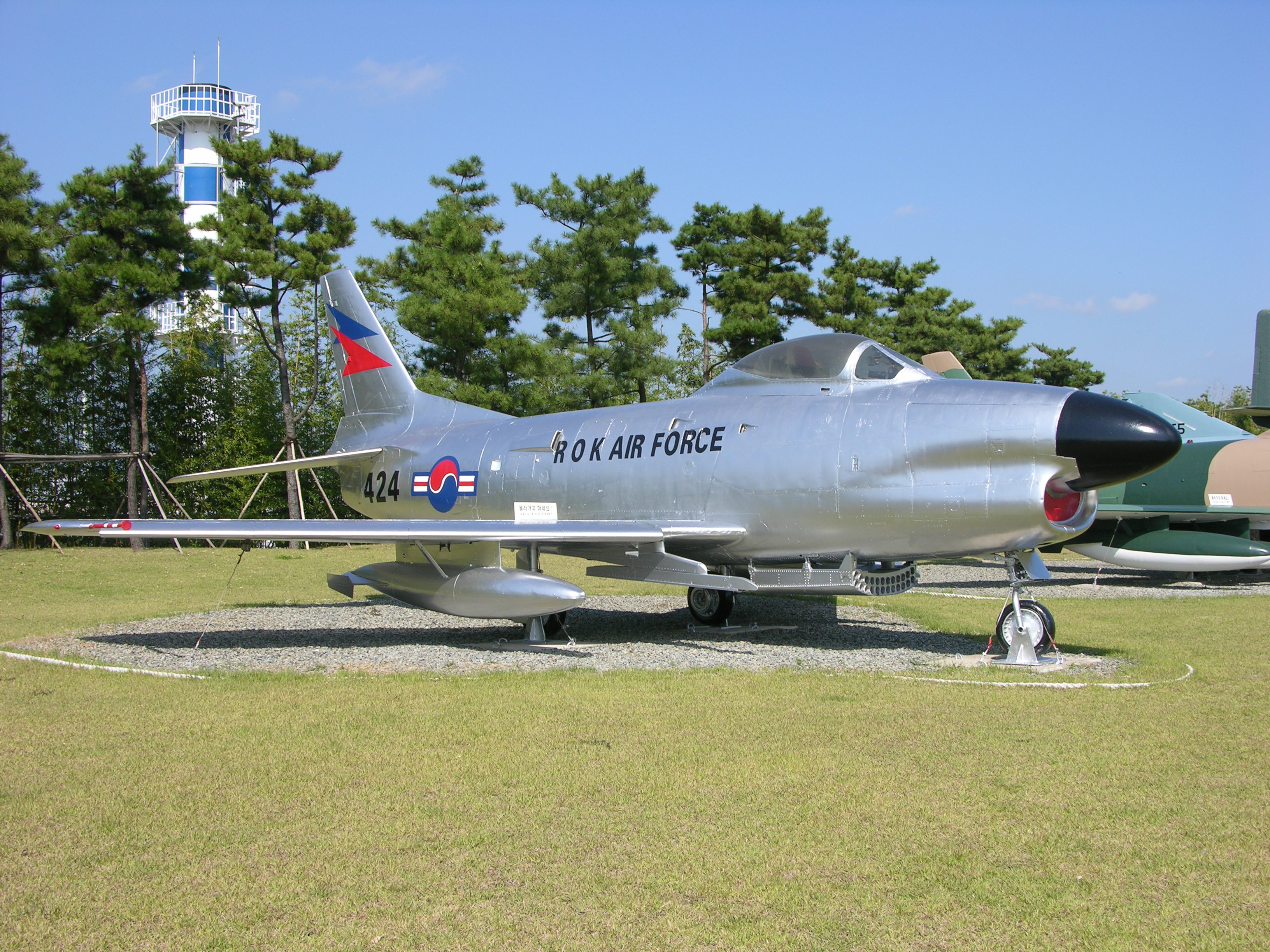
韓国空軍を退役し、屋内展示されるF-86D

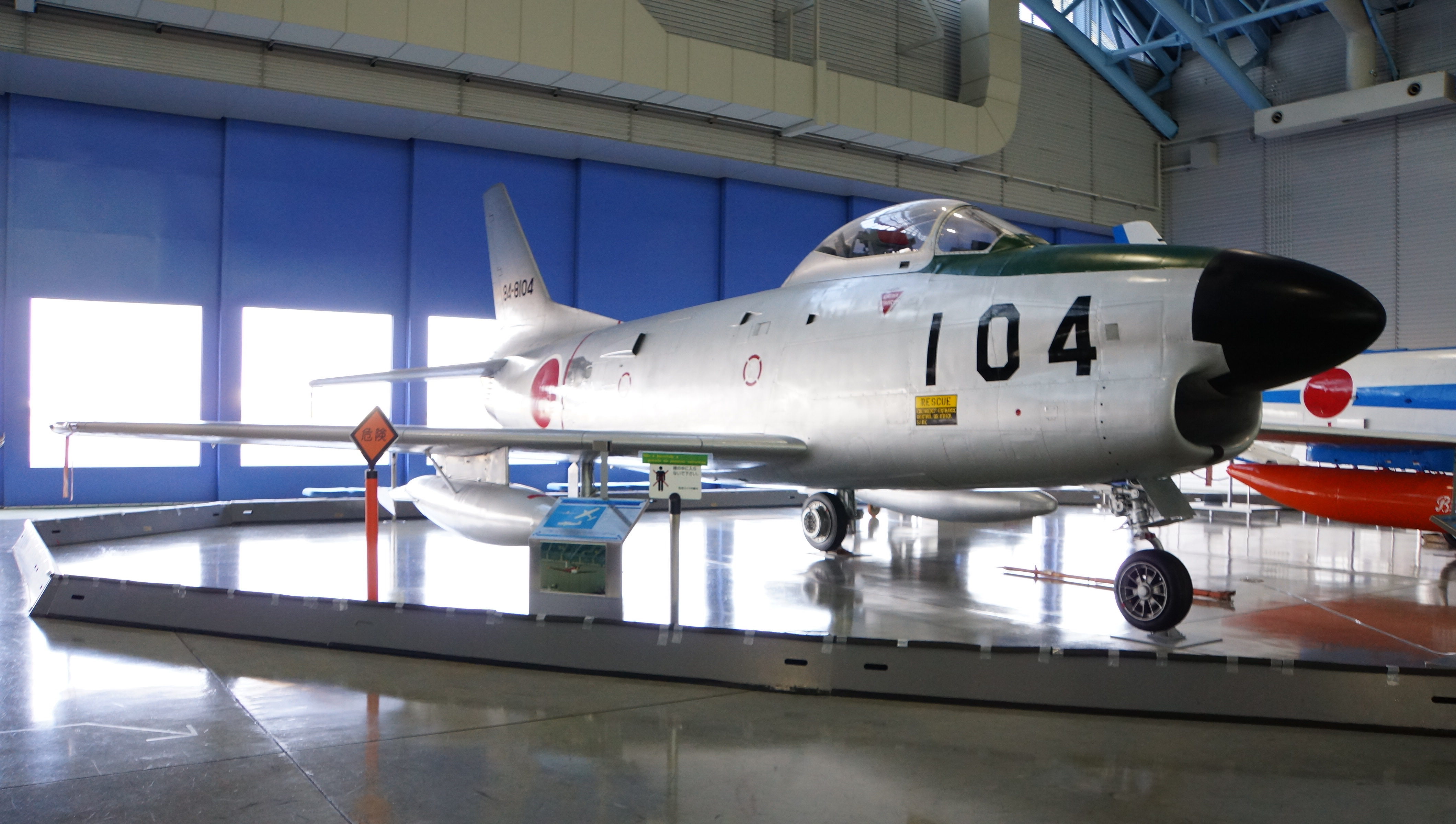
航空自衛隊浜松基地内の浜松広報館にて屋内展示されるF-86D（2014年）

アメリカ合衆国
 イタリア
 オランダ
オランダ空軍がF-86Kを運用。
 韓国
 ギリシャ
 タイ
アメリカ以外でF-86Lを導入した唯一の国で、20機を運用。
 中華民国
F-86Dを18機運用。
 トルコ
 西ドイツ
第74戦闘航空団がF-86Kを運用。F-104Gの配備に伴い退役。
 ノルウェー
1955年にF-86Kを取得。
 デンマーク
1958年に59機のF-86Dを導入。
 フィリピン
20機のF-86Dを運用。
 フランス
フランス空軍が1956年からF-86Kを62機取得した。ミラージュIIIの配備に伴い退役。
 ベネズエラ
西ドイツ空軍からF-86Kを取得。
 ホンジュラス
ベネズエラ空軍からF-86Kを数機取得。
 ユーゴスラビア
取得したF-86Dの一部はロケットパックをカメラに換装した偵察機に改造しIF-86Dと呼称した。
 日本
航空自衛隊が初めて得た全天候戦闘機であるF-86Dは1958年（昭和33年）から供与が始まり、同年8月1日に第101飛行隊を編成後、1962年までに第102、第103、第105の計4個飛行隊が編成、計122機（内24機は部品取り用）が配備された。配備された122機のほとんどが、F-102への機材変更で不要になった在日米軍の中古機体を供与されたものであった。なお、自衛隊内での愛称はF-86Fの「旭光」とは異なり「月光」である。
電子機器に使用された真空管は湿度の高い日本で故障を繰り返し、航空自衛隊へのF-104配備や部品の枯渇による稼働率低下もあって、F-86Dを配備していた部隊は徐々に姿を消していった。最後まで残った第103飛行隊も1968年（昭和43年）10月に解散し、F-86Dの運用は10年程度の短い期間に留まることとなったが、本機の運用実績から航空自衛隊は全天候戦闘機運用のノウハウを得た。

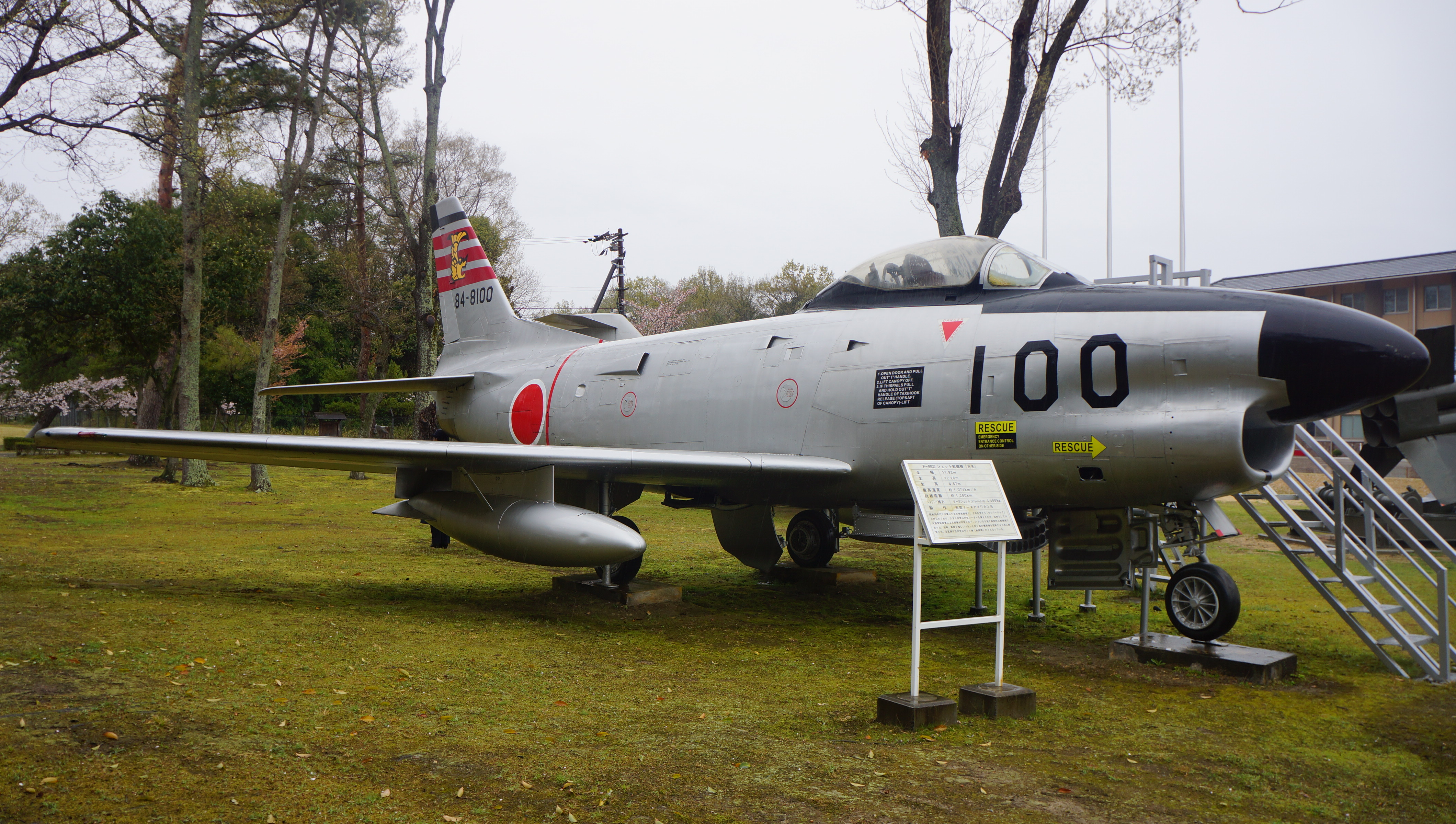
航空自衛隊奈良基地にて屋外展示される機体（2013年）
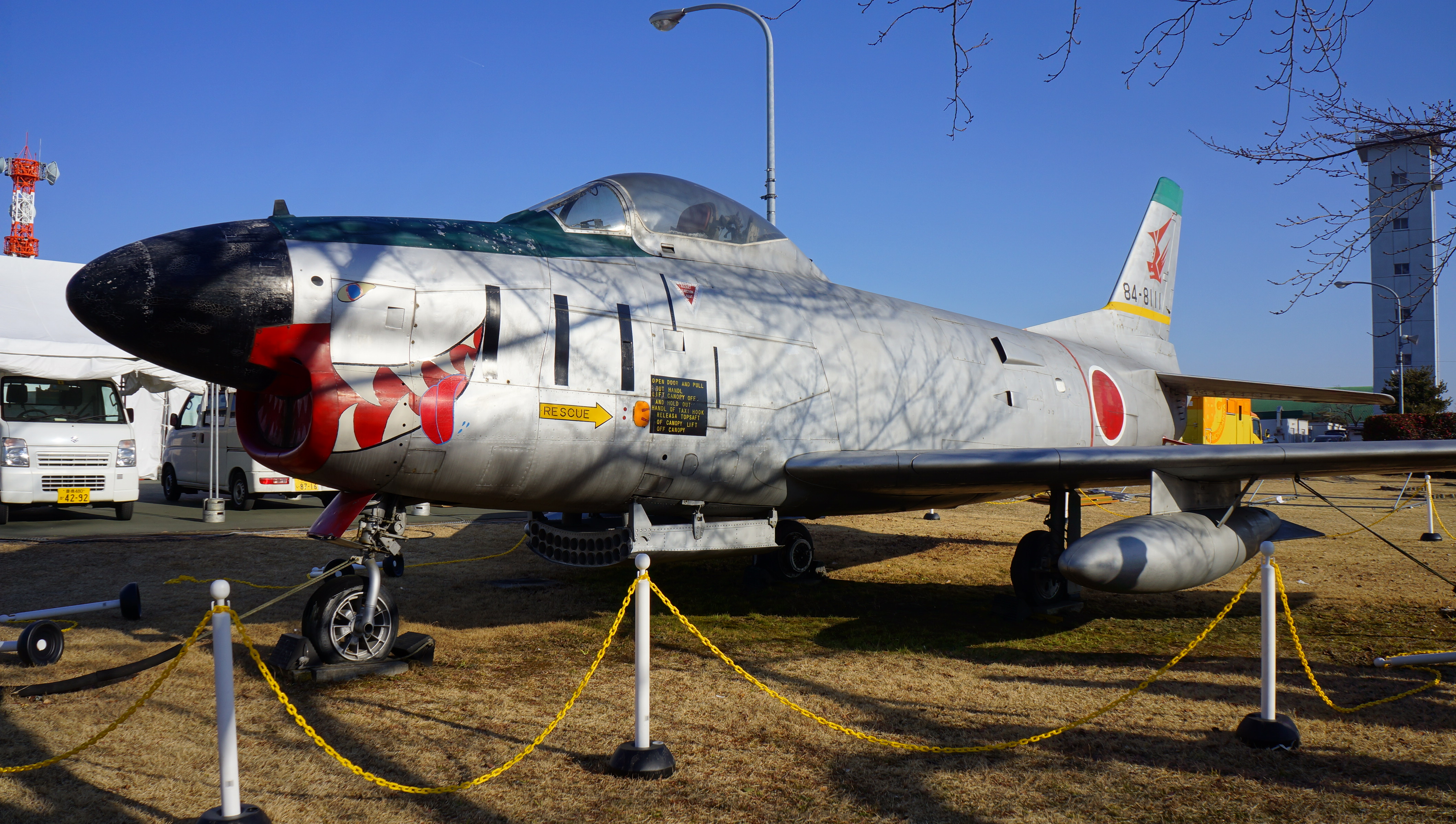
小松基地で展示される機体（2014年）

## スペック（F-86D）
- 全幅：11.3m
- 全長：12.29m
- 全高：4.57m
- 主翼面積：27.76m2
- 空虚重量：5,656kg
- 最大離陸重量：7,756kg
- エンジン：J47-GE-17Bまたは-33
- 推力：33.35kN（アフターバーナー使用時）
- 最高速度：1,138km/h=M0.92（海面高度）
- 実用上昇限度：16,640m
- 航続距離：1,344km
- 武装
  - Mk4 FFAR マイティ・マウス24連式空対空ロケット弾
  - 海外供与機の一部は主翼下にAIM-9サイドワインダー空対空ミサイルを携行可能
- 乗員：1名

## 現存する機体
- 多数が現存する機体であり、各国ごとに運用された当時の機体番号が異なるため、型と製造番号の順に並べてある。
- 日本をはじめ米国外でも世界各地で展示されているが、他サイトに掲載されていてもここにないものにはスクラップとして解体廃棄されたものや情報の足りていないものがある。掲載しているものでも、廃棄されている、または廃棄予定のものが含まれる可能性がある。

## 航空事故
- 1960年3月16日 - 全日空小牧空港衝突事故。管制ミスで民間機と衝突。死者3人[10]。

## 登場作品
『荒野のコトブキ飛行隊』
イケスカでの空中戦の最中に出現。
主人公らのコトブキ飛行隊を迎撃するため、近接信管のある24連式空対空ロケット弾（Mk4 FFAR マイティ・マウス）でケイト機を不意討ち撃墜しコトブキ飛行隊を追い詰めるが、ロケット弾で破壊したオブジェの破片でダメージを受けパイロットが射出座席で脱出し、墜落した。
『War Thunder』
ドイツ・イタリア・フランスにF-86Kがランク6戦闘機として登場。